# 마사토

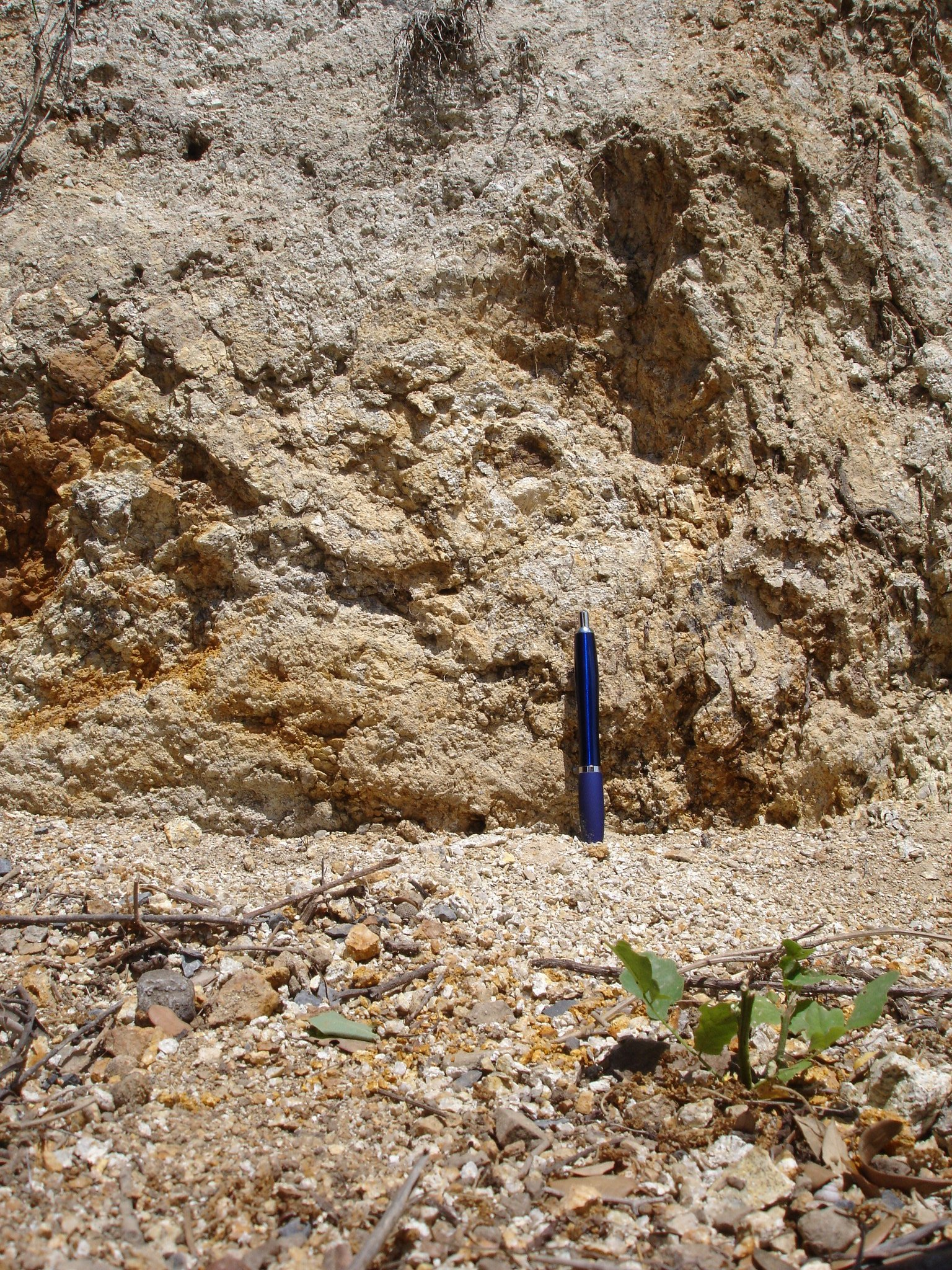

마사토(磨沙土)는 화강암이 풍화되어 생긴 모래 모양의 토양이다. 마사토는 모재(parent material)가 더 작은 암석 조각으로 쉽게 부서지는 지점까지 풍화되는 일종의 화강암 암석이다. 추가적인 풍화 작용으로 인해 쉽게 부서져 자갈 크기의 입자 혼합물인 두루미가 생성되며, 이는 더 부서져 점토와 규사 또는 미사 입자의 혼합물을 생성할 수도 있다. 특정 화강암 유형에 따라 날씨에 대한 성향이 다르므로 마사토가 생성될 가능성도 다르다. 이 제품은 도로 및 진입로 포장재, 건조한 환경의 주거용 정원 가꾸기 재료는 물론 다양한 유형의 산책로 및 공원의 다용도 경로에 통합하는 등 실용적인 용도를 가지고 있다. 다양한 채석장에서 얻은 자연적인 화강암 색상 범위에서 파생된 다양한 색상의 마사토를 사용할 수 있으며, 기타 천연 및 합성 재료를 혼합하면 마사토 특성의 범위를 확장할 수 있다.

## 정의와 구성
마사토는 화강암에서 유래한 암석으로, 쉽게 부서져 작은 조각의 약한 암석이 될 정도로 풍화된 것을 말한다. 추가적인 풍화 작용은 자갈 크기의 입자, 모래, 그리고 약간의 점토가 섞인 미사 크기의 입자로 쉽게 부서지는 암석을 생성한다. 결국, 자갈은 부서져 실리카 모래, 미사 입자, 그리고 점토의 혼합물을 생성할 수 있다. 서로 다른 특정 화강암 유형은 풍화되는 경향이 다르므로, 마사토를 생성할 가능성도 다르다.
모재인 화강암은 흔한 종류의 화성암으로, 육안으로 구별할 수 있을 만큼 입자가 큰 (즉, 현정질 조직을 가진) 과립형 암석이다. 이는 사장석, 정장석, 석영, 운모, 그리고 다른 광물들로 구성된다. 화강암의 주요 구성 성분 중 하나인 장석이 점토 광물인 고령토로 화학적으로 변형되는 것이 중요한 풍화 과정 중 하나이다. 점토의 존재는 물이 스며들어 암석을 더욱 약화시켜 작은 입자로 부서지거나 붕괴되게 하며, 궁극적으로 화강암에서 생성된 실리카 입자는 풍화에 비교적 강하여 거의 변하지 않은 상태로 남아있을 수 있다.

## 용도

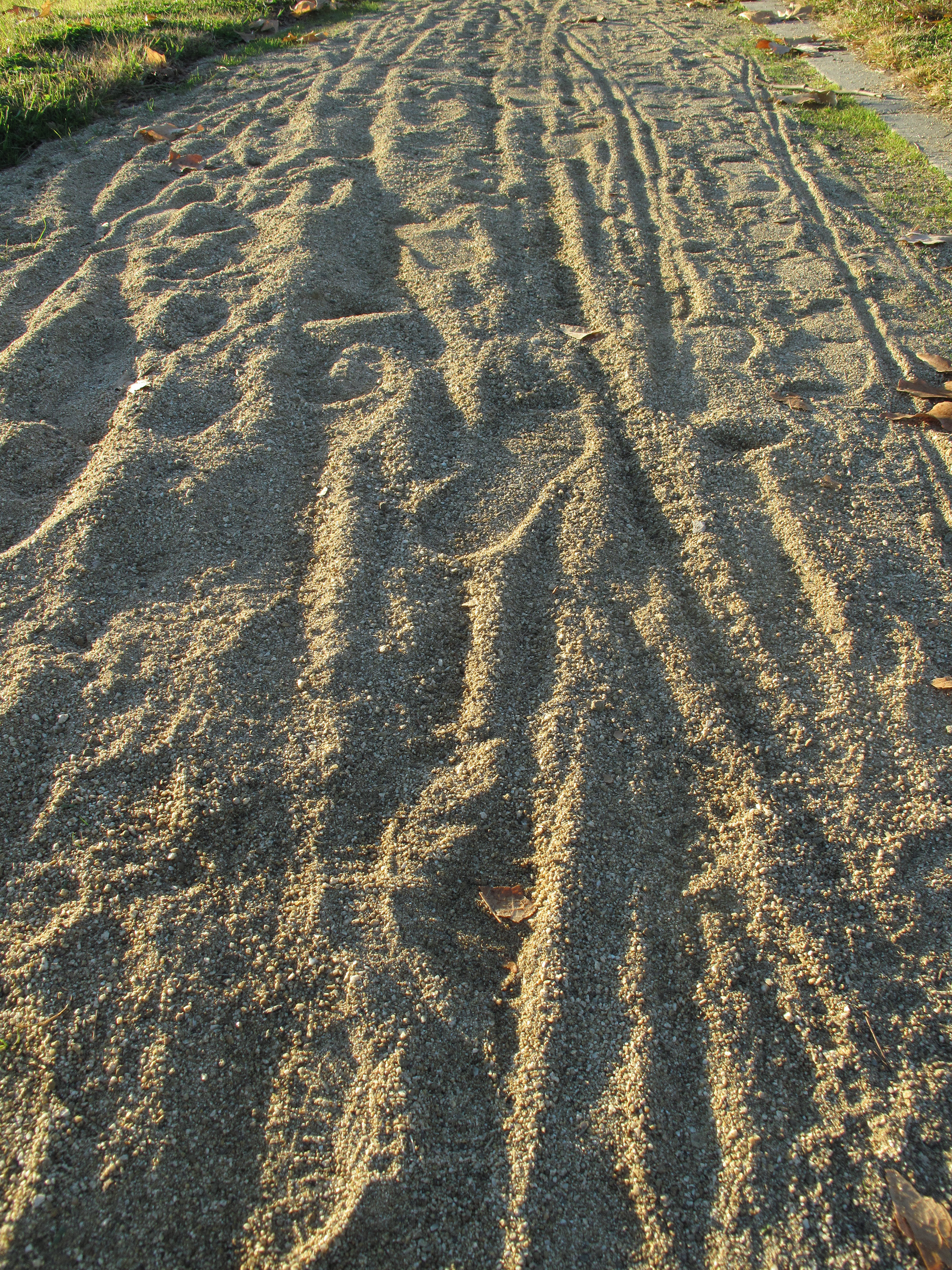
마사토 길

마사토는 쇄석 형태로 포장 건축재료로 사용된다. 이는 사유차도, 정원 산책로, 보치 코트 및 페탕크 경기장, 그리고 도시, 지역 공원, 국립공원의 산책로 및 사용량이 많은 길에 사용된다. 마사토는 미국 ADA 기준과 같은 장애인 접근성 사양 및 기준을 충족하도록 설치 및 다질 수 있다. 다양한 채석장 공급원에서 얻을 수 있는 다양한 천연 색상에 따라 여러 색상이 있으며, 고분자 안정제 및 기타 첨가제를 포함하여 천연 재료의 특성을 변경할 수 있다. 마사토는 때때로 분재 재배를 위한 토양 혼합물의 구성 요소로도 사용된다.